# Cody Ware
Cody Shane Ware (Greensboro, 7 de novembro de 1995) é um automobilista dos Estados Unidos. Compete desde 2016 na NASCAR Cup Series, passando ainda pelas divisões Xfinity e Camping World Truck Series.
É filho de Rick Ware, fundador e dono da equipe homônima.

## Outras categorias
Em 2014, correu na Lamborghini Super Trofeo North America, vencendo o prêmio de Novato do ano.
Disputou ainda 3 edições da Daytona 500, todas pela Rick Ware Racing, além de ter corrido as 24 Horas de Daytona em 2021 em parceria com Austin Dillon, Sven Müller e Salih Yoluç, chegando em 4º lugar na classe LMP2 e em 10º na classificação geral. Ele ainda correu na Asian Le Mans Series de 2019–20, tendo corrido as 4 etapas e vencido na LMP2, juntamente com o compatriota Mark Kvamme e o lituano Gustas Grinbergas, pilotando uma Ligier JS P2.

## Carreira na NASCAR

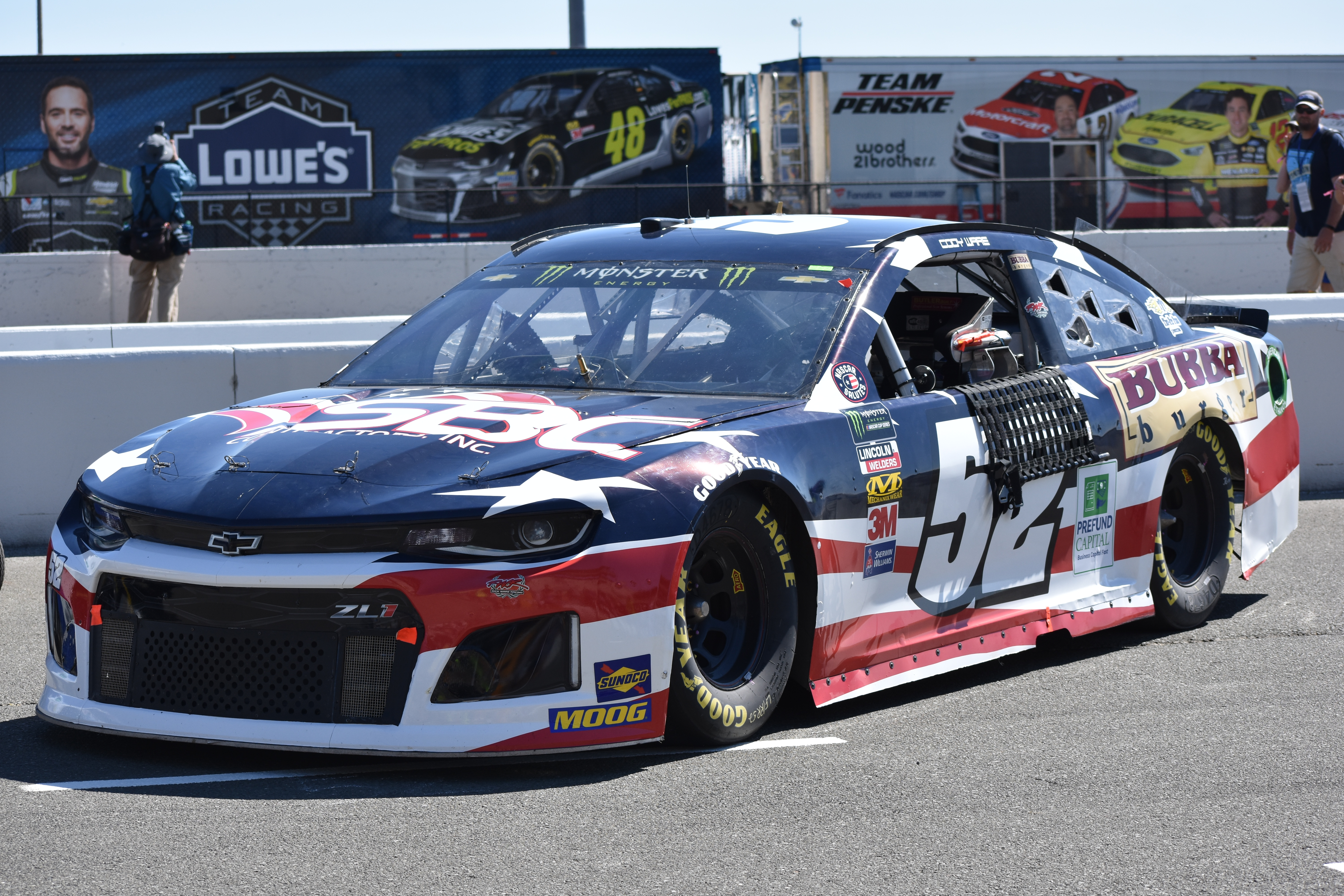
Carro de Cody Ware pilotado no GP de Sonoma em 2018.

Desde 2014, Cody Ware disputa provas da NASCAR, fazendo sua estreia no GP de Mid-Ohio da divisão Xfinity, terminando em 15º lugar e encerrando o campeonato na 43ª posição, com 71 pontos.
Pela Cup Series, onde compete desde 2016, passou por 6 equipes e obteve apenas 17 pontos em 62 largadas (não conseguiu se classificar para a etapa de Sonoma) e em apenas 2 provas ficou entre os 20 primeiros. Na Camping World Truck Series, largou 7 vezes e teve como melhor resultado um 17º lugar na etapa de Mosport, no Canadá.

## Passagem pela IndyCar
Em 2021, a Dale Coyne Racing fez uma parceria com a Rick Ware Racing, fazendo com que Cody fosse inscrito para 3 etapas: Road America (terminou em 19º), Nashville (abandonou) e Indianápolis 2 (25ª posição), encerrando a temporada em 34º lugar com 26 pontos.